# Jindeok di Silla
Jindeok (진덕?, 眞德?; nata Kim Seungman; ... – Silla, 654) fu una regina regnante coreana, ventottesima sovrana di Silla e seconda donna a portare la corona dopo sua cugina Seondeok. Regnò dal 647 al 654, periodo durante il quale Silla contese a Baekje il favore della dinastia Tang.

## Biografia
La principessa Seungman ascese al trono nel 647 dopo la morte della regina Seondeok. Quello stesso anno, si ebbe uno scontro di arti marziali a mani nude tra le truppe del generale Jeong Ryang, di stanza al castello di Myeongwal, e quelle del generale Kim Yushin mandate da Jindeok, che avevano occupato il castello di Walseong. La notte del decimo giorno, una stella cometa cadde in direzione del castello di Walseong: il generale Kim lo interpretò come un cattivo presagio e ordinò ai suoi uomini di costruire dei manichini e incendiarli. Le fiamme illuminarono la notte buia, scacciando la malasorte attirata dalla stella.
Durante il suo regno, Jindeok si concentrò principalmente sulla politica estera e, grazie all'aiuto di Kim Yushin, riuscì a rafforzare le difese di Silla e a rinsaldare il rapporto con la Cina dei Tang. Nel 649 Silla adottò la moda cinese, mentre nel 650 il calendario in uso a Tang. Sempre nel 650, Jindeok compose un poema in versi da cinque caratteri, il Taepyeongsong (태평송?; lett. "Canzone del regno pacifico"), e, tramite l'ambasciatore Kim Beopmin, lo spedì all'imperatore Gao Zong avvolto in broccato che aveva personalmente tessuto. Il sovrano ne fu molto colpito e le diede il titolo di "re di Gyerim" (altro nome di Silla).
(Taepyeongsong)
Le sue imprese fecero da fondamenta per l'unione dei tre regni di Silla, Baekje e Goguryeo nei decenni successivi. Migliorò ed espanse anche l'agenzia di riscossione delle imposte, Pumju, trasformandola nella cancelleria Jipsabu. Morì senza figli e le succedette Kim Chunchu, figlio di sua cugina Cheongmyeong, sorella di Seondeok.
La sua tomba è situata sulla collina di Gyeongju, tuttavia alcuni storici dubitano che si tratti veramente del suo sepolcro poiché, secondo il Samguk Sagi, fu sepolta a Saryangbu, nella direzione opposta.

## Famiglia
- Padre: Kim Gukban Galmunwang, fratello più piccolo di Re Jinpyeong
- Madre: Dama Wolmyeong del clan Park (anche conosciuta come dama Ani)

## Rappresentazioni nei media
Jindeok è stata interpretata da Yoo Ru-na nel serial Samgukgi del 1992-1993, e da Lee Young-ah in Dae-wang-ui kkum nel 2012-2013 (Son Yeo-eun le dà volto da adolescente e Kim Hyun-soo da bambina).